# Sciangai (appendiabiti)
Sciangai è un appendiabiti realizzato dai designer italiani De Pas, D'Urbino, Lomazzi per l'azienda italiana d'arredamento Zanotta che lo produce dal 1974. Si tratta di uno dei complementi d'arredo più famosi e identificativi del design italiano nonché del disegno industriale in generale, ha ricevuto molteplici premi di rilevanza nazionale e internazionale, tra i quali il prestigioso premio Compasso d'oro riconosciutogli nel 1979. Sciangai è conservato nelle collezioni dei più importanti musei del mondo, tra i più famosi il MoMA di New York e il Triennale Design Museum di Milano.

## Descrizione del prodotto

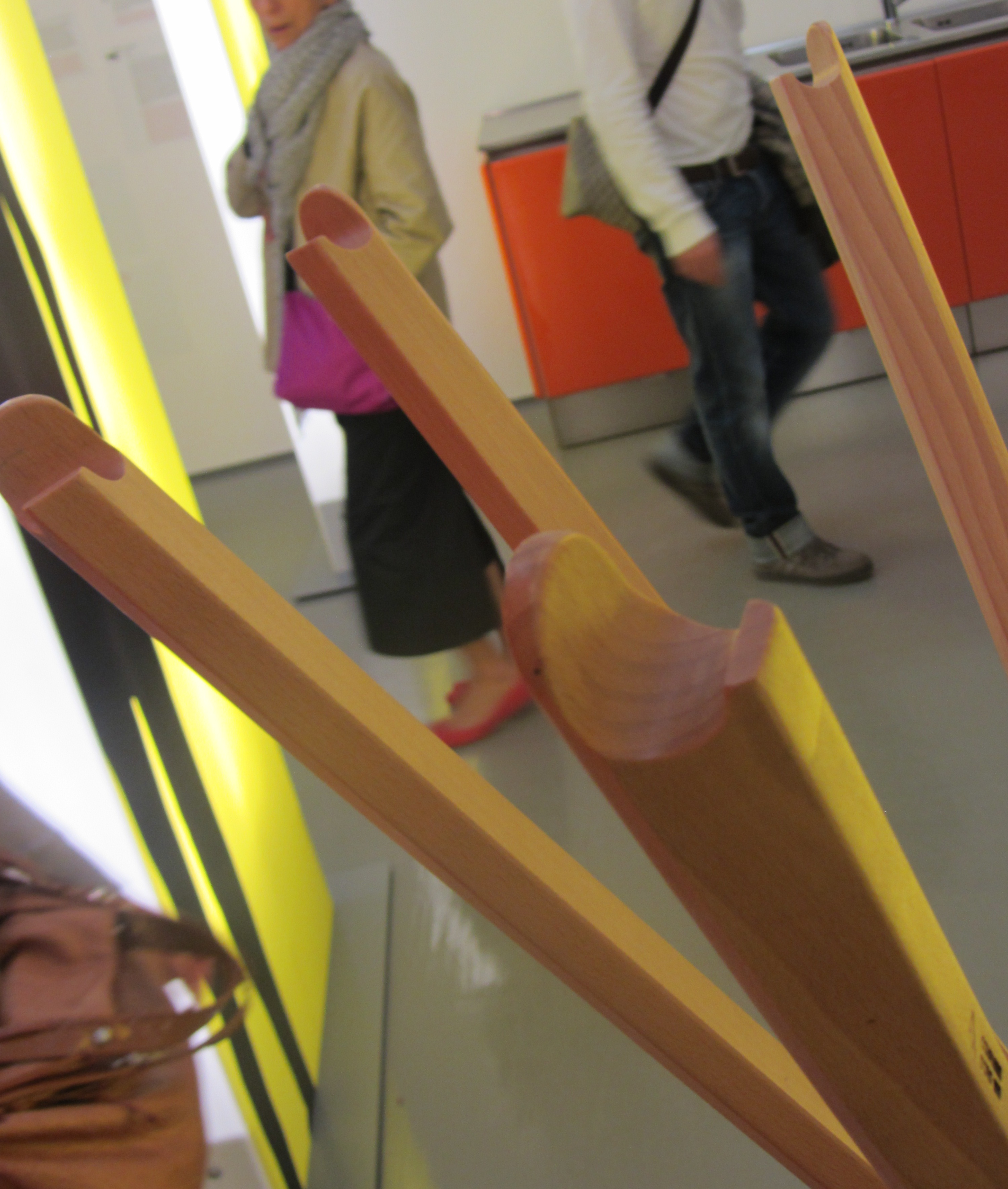
Particolare della lavorazione dell'estremità superiore dei listelli

La struttura è molto semplice, si tratta di un appendiabiti chiudibile che si apre simulando l'operazione che si fa per iniziare il famoso gioco da tavolo cinese, gli otto listelli che lo compongono, lunghi 160 cm sono fissati più o meno al centro, con un perno, a una piccola struttura interna che li tiene uniti ma, allo stesso modo, li fa "cadere" simultaneamente fino a raggiungere l'inclinazione giusta per svolgere la funzione di appendiabiti. Aperto l'altezza dell'appendiabiti scende da 160 a 145 centimetri. Mentre la parte inferiore del listello è sagomata per aderire nel modo miglior possibile alla superficie sul quale si appoggia, l'estremità superiore è invece modellata al fine di ricavare una "gola" e quindi una sporgenza idonea a reggere l'abito. I listelli sono realizzati in legno di rovere, o faggio, in diverse colorazioni oppure al naturale.
| altezza chiuso  | 1600 mm  |
| diametro chiuso | ø 110 mm |
| altezza aperto  | 1450 mm  |
| diametro aperto | ø 650 mm |

## Riconoscimenti
Sciangai è diventato un'icona nella scena del prodotto industriale, ha ricevuto importanti riconoscimenti: oltre al Compasso d'oro riconosciutogli nel 1979, nel 1978 è stato inserito, sezione "Italian Design", nella Selezione FIAT e nel 1981 ha ricevuto il premio bio. DESIGN AWARD alla nona edizione della bio. (Blenale Industrijskega Oblikovanja): la biennale del disegno industriale di Lubiana. Sciangai è esposto nei più importanti musei di disegno industriale del mondo, oltre ai principali MoMA di New York e Triennale Design Museum di Milano è presente anche nelle collezioni dell'Israel Museum di Gerusalemme, del Kunstgewerbemuseum di Berlino, del Centro Arte e Design di Calenzano e di tanti altri.